# Krzysztof Cieszkowski
Krzysztof Cieszkowski herbu Dołęga (zm. w 1796 roku) – kasztelan liwski w 1778 roku, starosta zbuczyński (zbucki) już w 1762 roku.
Poseł na sejm 1762 roku z ziemi liwskiej.
Kawaler Orderu Orła Białego w 1789 roku, kawaler Orderu Świętego Stanisława w 1780 roku.